# Ziegelteich Bückmannshof
Der Ziegelteich  ist ein bis zu 18 Meter tiefer See am Weg „Am Ziegelteich“ in Essen-Altenessen-Süd, Nordrhein-Westfalen. Er befindet sich nordöstlich vom Bückmannshof. Südlich von ihm befand sich eine Ziegelei. An seinem Ufer sind unter anderem Schwarz-Erlen zu finden. Er ist von einem Rundweg umgeben. Eine Aussichtsplattform wurde installiert.